# Manto (mitología)
Manto (Μαντώ) es el nombre de dos personajes femeninos de la mitología griega: una de esas mujeres era hija de Tiresias; la otra, de Heracles. El nombre Manto deriva del griego antiguo Mantis, “vidente, profeta” (<pIE *men-, “pensar”).

## Hija de Tiresias

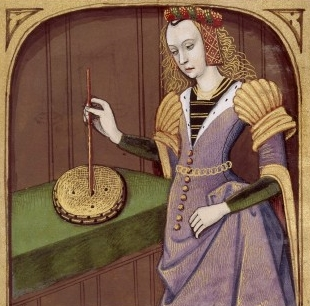
Manto practicando la magia. Miniatura para la obra de Boccaccio De claris mulieribus. BnF.

Manto era hija del adivino Tiresias y la madre de Mopso. Tiresias era inicialmente una sacerdotisa de Hera que fue convertida, con posterioridad histórica, en un hombre, cuando el papel del dios Zeus se volvió más dominante en la religión griega. No obstante, el papel de Tiresias como adivino y profeta no se alteró. La tradición de Tiresias como mujer debió de ser bastante importante, pues no pudo eliminarse por completo, y las dicrepancias en cuanto al sexo de Tiresias llegaron a explicarse diciendo que tenía el don de cambiar de sexo a voluntad. No en vano, los oráculos griegos solían ser oficiados por mujeres, y aunque hubieran de responder ante sacerdotes varones, las profetisas de los oráculos (la pitia, la pitonisa, la sibila...) siguieron siendo mujeres.
Manto aparece en el mito de Edipo como ayudante de su padre: Tiresias. En la tragedia de Séneca Edipo, Manto describe al protagonista un sacrificio llevado a cabo por su padre. 
Más tarde, durante la guerra de los Epígonos, Manto fue llevada al santuario de Delfos como parte del botín de guerra, ya que los argivos habían prometido a Apolo que, si lograban conquistar Tebas, le consagrarían lo más valioso del botín. El dios Apolo mandó que se la enviara a Colofón para que buscara allí el oráculo del dios. En Colofón, Manto se casó con Racio y dio a luz a Mopso (quien, según algunos, era hijo de Apolo). 
En el Libro III de la Biblioteca mitológica, se dice que Eurípides cuenta que Alcmeón tuvo dos hijos de Manto: Anfíloco y Tisífone.
En la mitología romana, Manto viaja a Italia y da a luz a Ocno, u Ocnos (en griego Ὄκνος), siendo su padre Tiberino Silvio, rey de Alba, o acaso el dios Tiberino (que suele ser identificado como la apoteosis del primero), personificación y epónimo del río Tíber. Años después, Ocno fundará la ciudad de Mantua, a la que llamará así en honor a su madre: Manto. A este mismo Ocno se le atribuye, posteriormente, la fundación mítica de una segunda Mantua en tierras ibéricas, llamada Mantua Carpetanorum (porque la habría poblado con carpetanos), actualmente Madrid, según el relato legendario popularizado por el clérigo Jerónimo de la Quintana.

## Hija de Heracles
En mitos posteriores se describe a Manto como hija de Heracles. Asimismo, se dice que la ciudad italiana de Mantua recibió su nombre por ella.